# Camporosso-nyereg
A Camporosso-nyereg vagy  Camporosso-hágó, olaszul: Sella di Camporosso, friuli (furláni) nyelven Siele di Cjamparòs, szlovénül: Žabnice, másik (régebbi) nevén Saifnitzi-nyereg vagy Saifnitzi-hágó, németül: Saifnitzer Sattel vagy Saifnitzpass, vagy Saifnitzi vízválasztó, németül: Saifnitzer Wasserscheide, az észak-olaszországi Kanal-völgyben (Val Canale) fekvő alacsony vízválasztó és hágó, 816 m tengerszint feletti magasságban, a Tarvisióhoz tartozó Camporosso in Valcanale  frakció közigazgatási területén, Udine megyében, Friuli-Venezia Giulia régióban, az Arnoldstein–Tarvisio határátkelőhelytől 11 km-re nyugatra, a Villach és Udine közötti forgalmas vasúti és közlekedési fővonalon. A Karni-Alpokat választja el a Júliai-Alpoktól.

## Fekvése
A Camporosso-hágó Villachtól 26 km-re délnyugatra, Udinétől 50 km-re északkeletre fekszik, a történelmi Friuli tartományban, Észak-Olaszországban, a Déli-Mészkőalpok Kanal-völgyében (Kanaltal/Valcanale), az osztrák, olasz és szlovén államhatárok közelében. A hágótól 14 km-re északkeletre, az olasz-osztrák államhatáron túl, az Alsó-Gail-völgyben (Untergailtal) található Arnoldstein község, osztrák határállomás. A hágóterülettől 4 km-re fekszik Tarvisio városa, 7 km-re nyugatra Malborghetto község.
A nyereg a meredek hegyfalakkal határolt, széles, katlanszerű Kanal-völgyben, lapos völgytalpon fekszik. Maga a hágóterület egybeesik Camporosso in Valcanale, régi német nevén Saifnitz im Kanaltal közigazgatási területével. (Camporosso község ma Tarvisio város része). A nyereg nevét mind a német, mind az olasz nyelvben a község használatos nevéről kapta (Saifnitzer Sattel, Passo di Camporosso). Átjárót képez Karintia és Friuli-Venezia Giulia földrajzi-történelmi régiók között. A hágó és a Kanal-völgy két hegységet választ el egymástól, délen a Júliai-Alpokat, északkeleten a Karni-Alpokat.
A hágóval szomszédos legközelebbi települések a nyugati oldalon Ugovizza (Malborghetto-Valbruna frakciója) és Carnia (Venzone frakciója), a keleti oldalon Tarvisio és az osztrák Arnoldstein határállomás.
A hágó vízválasztót képez. A hágóterülettől nyugatra a Fella-patak vízgyűjtője fekszik, amelynek vize a Tagliamentóba ömlik, ez az oldal az Adriai-tengerbe torkollik. Keletre a Bartolo patak folyik, amelynek vize a Slizza/Gailitz patakon és a Gail folyón keresztül a Drávába jut, amely a Dunán keresztül a Fekete-tengerbe ömlik. A nyereg ilyen módon része az egyik nagy európai fő-vízválasztó vonalnak.

## Történelme

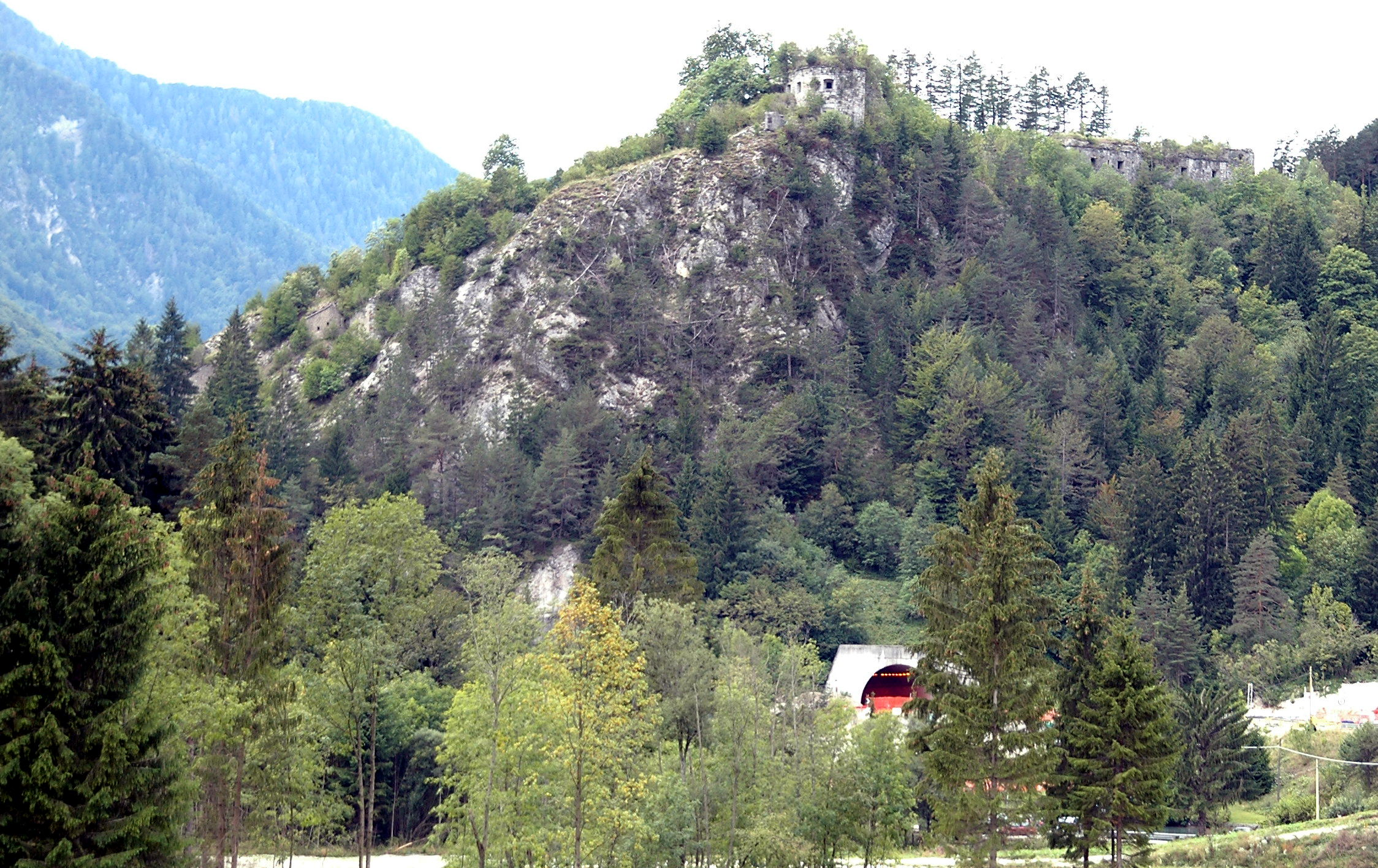
A Hensel-erőd a hágóban

A hágó már az ősidőktől fogva könnyű átjárási lehetőséget kínált az Észak-Adria és az Alpok körüli völgyvidékek, a Dráva völgye és a Pannóniai térség között.
A római időkben itt futott az Aquileia várost és a Noricum provinciabéli Claudium Virunum várost összekötő római út, a hágó közelében állt a Statio Bilachiniensis nevű állomás.

A középkortól kezdve a Habsburgok birtoka lett. Az 1866-os porosz–osztrák háború után Friulit és Venetót az Olasz Királyság bekebelezte, csak a Kanal-völgy maradt a Habsburg Birodalom birtokában. Az első világháborúban az olasz frontvonal részét képezte, az 1917-es caporettói áttörés után átmenetileg visszakerült az Osztrák–Magyar Monarchia birtokába, de az 1919-es saint-germaini békeszerződés ismét Olaszországhoz csatolta, ezúttal már a Kanal-völggyel együtt, és ezen a második világháború utáni rendezés sem változtatott.

## Közlekedése
1879-ben megnyitották az K.k. Staatsbahn Tarvis–Pontafel vasútvonalat, amely az osztrák Rudolfsbahnt összekötötte a már korábban, 1866-ban Udine és Pontebba között kiépült olaszországi Pontebbana vasúti vonallal. Pontafel város ekkor olasz–osztrák határváros volt, osztrák felét Pontafelnek, olasz felét Pontebbának hívták. 1886-ben elkezdték az „új Pontabbana” vasútvonal építését. 1919-ben az egész Kanal-völgyet is az Olasz Királysághoz csatolták, Pontebba város az ország belsejébe került, az egész egybefüggő Pontabbana vasútvonal olasz belföldi vonallá vált. 2000-ben megnyitották a új vasútvonal utolsó szakaszát, a hágó alatt átvezető 7 km hosszú Camporosso-alagutat is. A régi vasúti pályát lebontották, a nyomvonal egy szakasza még községi közútként felismerhető (Via Stazione, németül Feldweg).
Napjainkban a völgyön át az SS-13 számú „Pontebbana” országos főút, és az A23-as „Alpok–Adria” autópálya halad át. Az autópálya, amely az osztrák határállomást köti össze Udinén át Palmanova várossal, nem megy fel a hágóba, hanem alatta megy át, az 1,8 km hosszú „Spartiacque” autópálya-alagúton keresztül.

## Idegenforgalom, turizmus
A Júliai-Alpok kiránduló- és síközpontjai, így Sella Nevea az alpesi régiók felől a hágó és a Kanal-völgyön át közelíthetők meg.